# Andris Piebalgs
Andris Piebalgs (Valmiera, 17 de septiembre de 1957) es un político letón. Fue comisario de energía de la Comisión Europea desde el 26 de abril de 2004 hasta el 27 de noviembre de 2009, cuando el presidente de la Comisión, el portugués José Manuel Durão Barroso le encomendó la cartera de Desarrollo. Es miembro fundador del partido centrista Latvijas Ceļš.

## Trayectoria política
Fue miembro del parlamento letón desde las primeras elecciones (1990) tras las independencia de la URSS y ministro de Educación teniendo que hacer frente a la creación de un sistema educativo de la ya independiente Letonia. En 1994 fue nombrado ministro de Finanzas. Entre 1995 y 1997 fue embajador de Letonia en Estonia y a partir de ese año, Embajador de Letonia para la UE, siendo una pieza clave en la entrada de su país en la UE. En 2004, fue nombrado comisario de Energía, cargo que ocuparía hasta 2009 cuando sería designado comisario de Desarrollo.